# Liliana Moreno
Blanca Liliana Moreno Canchon (Bogota, 8 juli 1992) is een Colombiaanse wielrenster. Van 2018-2020 reed ze voor Astana Women's Team. In 2019 werd ze Colombiaans kampioene op de weg en in 2020 in het tijdrijden.

## Palmares
2016
 Colombiaans kampioenschap op de weg
2017
2e etappe (ITT) Ronde van Costa Rica
2018
Bergklassement Ronde van Colombia
2e etappe (ITT) Ronde van Costa Rica
Eindklassement Ronde van Costa Rica
2019
 Colombiaans kampioene op de weg
Bergklassement Ronde van Californië
Eindklassement Ronde van Guatemala
2021
 Colombiaans kampioene tijdrijden